# Aeropuerto de Kugaaruk
El Aeropuerto de Kugaaruk (del inglés: Kugaaruk Airport) (IATA: YBB, OACI: CYBB) está ubicado en Kugaaruk, Nunavut, Canadá y es operado por el gobierno de Nunavut. Este aeropuerto anteriormente fue conocido como el Aeropuerto de Pelly Bay.

## Aerolíneas y destinos
- Canadian North
  - Yellowknife / Aeropuerto de Yellowknife
  - Cambridge Bay / Aeropuerto de Cambridge Bay
  - Gjoa Haven / Aeropuerto de Gjoa Haven
  - Taloyoak / Aeropuerto de Taloyoak
- First Air
  - Yellowknife / Aeropuerto de Yellowknife
  - Cambridge Bay / Aeropuerto de Cambridge Bay
  - Gjoa Haven / Aeropuerto de Gjoa Haven
  - Taloyoak / Aeropuerto de Taloyoak